# Domingos Simões Pereira
Domingos Simões Pereira es un político de Guinea-Bisáu que ocupó el cargo de Primer ministro de Guinea-Bisáu desde el 4 de julio de 2014 hasta el 20 de agosto de 2015.

## Carrera
Entre 2008 y 2012 fue secretario ejecutivo de la Comunidad de Países de Lengua Portuguesa. El 9 de febrero de 2014 fue elegido líder del Partido Africano para la Independencia de Guinea y Cabo Verde sucediendo a Carlos Gomes Júnior, antiguo primer ministro depuesto por un golpe de Estado tras ganar las elecciones presidenciales en 2012.
Las primeras elecciones legislativas celebradas después del golpe, en abril de 2014, dieron la mayoría absoluta a su partido al lograr 55 de los 102 escaños. Pese a la victoria en el Parlamento su nombramiento como primer ministro no se confirmó hasta la victoria de José Mário Vaz, de su mismo partido, en la segunda vuelta de las presidenciales. El 8 de julio anunció la composición de su gobierno, complentado la vuelta a la legalidad institucional dos años después del golpe militar. En los primeros meses de su gobierno tuvo que hacer frente al brote de ébola en África Occidental y en agosto ordenó el cierre de fronteras con Guinea, muy afectada por la epidemia.